# Knipolegus signatus
A Knipolegus signatus a madarak (Aves) osztályának a verébalakúak (Passeriformes) rendjébe és a királygébicsfélék (Tyrannidae) családjába tartozó faj.

## Rendszerezése
A fajt Wladyslaw Taczanowski lengyel zoológus írta le 1874-ben az Ochthodiaeta nembe Ochthodiaeta signatus néven.

## Alfajai
- Knipolegus signatus cabanisi Schulz, 1882 vagy Knipolegus cabanisi
- Knipolegus signatus signatus (Taczanowski, 1875)[2]

## Előfordulása
Az Andok keleti oldalán, Ecuador és Peru területén honos.  Természetes élőhelyei a mérsékelt övi erdők és cserjések, szubtrópusi és trópusi hegyi esőerdők és cserjések, folyók és patakok környékén, valamint másodlagos erdők. Állandó, nem vonuló faj.

## Megjelenése
Testhossza 17 centiméter.

## Természetvédelmi helyzete
Az elterjedési területe nagyon nagy, egyedszáma pedig stabil. A Természetvédelmi Világszövetség Vörös listáján nem fenyegetett fajként szerepel.